# Tipulidae

Distribución global de Tipulidae

Disposición de las venas en el ala de una típula. Venas longitudinales: C: costa; Sc: subcosta; R: radio; M: media; Cu: cúbito; A: anal. Venas transversas: h: humeral; r-m: radial-medial; m-m: medial; dm-cu: discal medial-cubital. Células: dm: discal.

Los tipúlidos (Tipulidae) son una familia de dípteros nematóceros del infraorden Tipulomorpha, conocidos comúnmente como típulas, moscas grulla, sacapelos, mosquitos gigantes o zancudos gigantes, aunque no son mosquitos o zancudos verdaderos porque son una familia propiamente y no culícidos (Culicidae, los mosquitos verdaderos). Algunas clasificaciones colocan a las subfamilias Limoniinae y Cylindrotominae en familias separadas. Tipulidae es una de las familias más grandes de dípteros, habiéndose descrito por lo menos 4256 especies de tipúlidos (la mayoría por el especialista Charles Paul Alexander).
Los adultos son delgados, con patas muy largas y finas; pueden medir de 2 a 60 mm de longitud (sin contar las patas) aunque las especies tropicales pueden ser aún más grandes, de hasta 100 mm.

## Morfología
Son insectos de apariencia delicada, delgados, de patas muy finas y largas. Suelen mantener las alas abiertas cuando están en reposo lo cual hace fácil ver los grandes halterios o balancines. De su cabeza, destacan los grandes ojos compuestos. Las piezas bucales son alargadas dándole un aspecto de hocico y no sirven para picar. En contraste con la mayoría de los dípteros no son buenos voladores y son fáciles de atrapar. También es fácil que pierdan alguna de sus delicadas patas en el momento de ser atrapados; esto tal vez les confiere alguna defensa en contra de predadores.
Hay gran variación de tamaño: las de climas templados van de 2 a 60 mm, pero algunas típulas de climas tropicales llegan a los 100 mm. También hay algunas especies muy pequeñas que se pueden confundir con mosquitos; la mayor diferencia es la forma en V de su tórax. A diferencia de los mosquitos no tienen piezas bucales adaptadas a picar y no se alimentan de sangre. Sus alas carecen de las escamas características de los verdaderos mosquitos.
El abdomen de las hembras es más voluminoso que el de los machos porque contiene huevos. Además el abdomen de la hembra termina en un ovipositor afinado que puede parecer un aguijón pero estos insectos no pican e incluso algunas especies se alimentan de mosquitos.
Las larvas tienen una cápsula cefálica característica y los segmentos abdominales a menudo tienen prolongaciones carnosas, casi como tentáculos, que rodean los espiráculos u orificios respiratorios.

## Ecología
Se han identificado las larvas de sólo el 2% de las especies. Se encuentran en una gran variedad de hábitats acuáticos, incluyendo lagunas hipersalinas, salinas y de agua dulce. La mayoría se alimenta de productos de desecho, son detritívoros. Algunas especies se alimentan de larvas de mosquitos. Al ser muy resistentes a los plaguicidas, las larvas de las especies que se alimentan de raíces pueden llegar a ser una plaga en algunos cultivos y en el césped.
Según la ecología de la especie en concreto, los adultos (imagos) viven en zonas húmedas con temperaturas suaves en invierno, las larvas de algunas especies viven en pozas salinas de zonas desérticas a temperaturas por debajo del punto de congelación. Los imagos se alimentan de néctar o simplemente no se alimentan. Las largas patas parecen ser una adaptación para posarse en las hojas de césped.
Muchos pájaros y muchos insectos se alimentan de típulas. Muchos peces y algunas aves acuáticas se alimentan de las larvas. Son vulnerables a infecciones de hongos. Los pescadores suelen usar algunas de las larvas acuáticas como carnada.

## Géneros
- Subfamilia Ctenophorinae
  - Ctenophora Meigen, 1803
  - Dictenidia Brulle, 1833
  - Phoroctenia Coquillett, 1910
  - Pselliophora Osten Sacken, 1887
  - Tanyptera Latreille, 1804
- Subfamilia Cylindrotominae, ahora en la familia Cylindrotomidae
  - Cylindrotoma Macquart, 1834
  - Diogma Edwards, 1938
  - Liogma Osten Sacken, 1869
  - Phalacrocera Schiner, 1863
  - Stibadocera Enderlein, 1912
  - Stibadocerella Brunetti, 1918
  - Stibadocerina Alexander, 1929
  - Stibadocerodes Alexander, 1928
  - Triogma Schiner, 1863
- Subfamilia Dolichopezinae
  - Dolichopeza Curtis, 1825
- Subfamilia Tipulinae
  - Acracantha Skuse, 1890
  - Angarotipula Savchenko, 1961
  - Austrotipula Alexander, 1920
  - Brachypremna Osten Sacken, 1887
  - Brithura Edwards, 1916
  - Clytocosmus Skuse, 1890
  - Elnoretta Alexander, 1929
  - Euvaldiviana Alexander, 1981
  - Goniotipula Alexander, 1921
  - Holorusia Loew, 1863
  - Hovapeza Alexander, 1951
  - Hovatipula Alexander, 1955
  - Idiotipula Alexander, 1921
  - Indotipula Edwards, 1931
  - Ischnotoma Skuse, 1890
  - Keiseromyia Alexander, 1963
  - Leptotarsus Guerin-Meneville, 1831
  - Macgregoromyia Alexander, 1929
  - Megistocera Wiedemann, 1828
  - Nephrotoma Meigen, 1803
  - Nigrotipula Hudson & Vane-Wright, 1969
  - Ozodicera Macquart, 1834
  - Platyphasia Skuse, 1890
  - Prionocera Loew, 1844
  - Prionota van der Wulp, 1885
  - Ptilogyna Westwood, 1835
  - Scamboneura Osten Sacken, 1882
  - Sphaerionotus de Meijere, 1919
  - Tipula Linnaeus, 1758
  - Tipulodina Enderlein, 1912
  - Valdiviana Alexander, 1929
  - Zelandotipula Alexander, 1922

## Galería

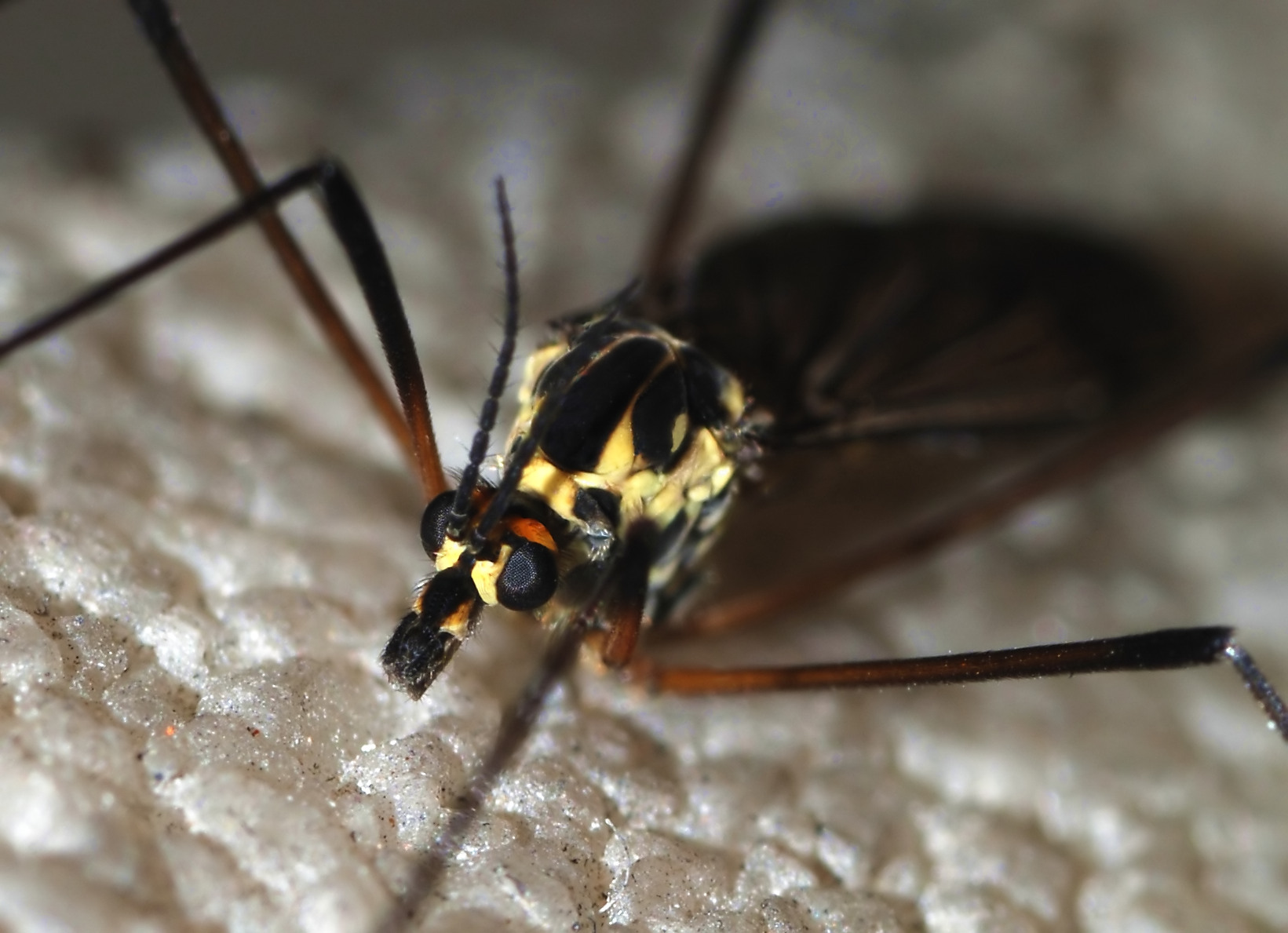
Detalle de la cabeza de (Nephrotoma quadrifaria). Observe las piezas bucales, antenas y ojos compuestos.
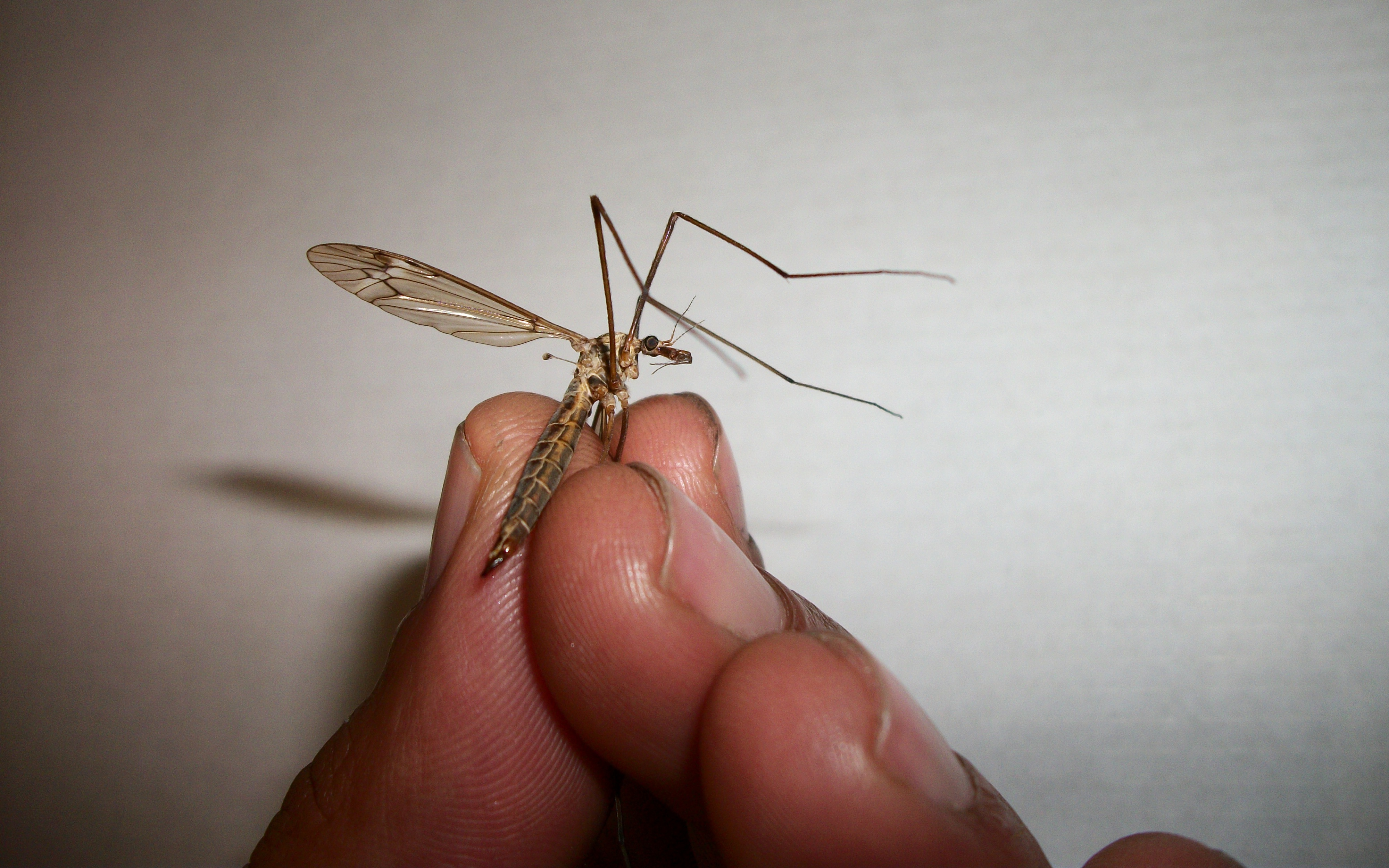
Detalle del tamaño proporcional.
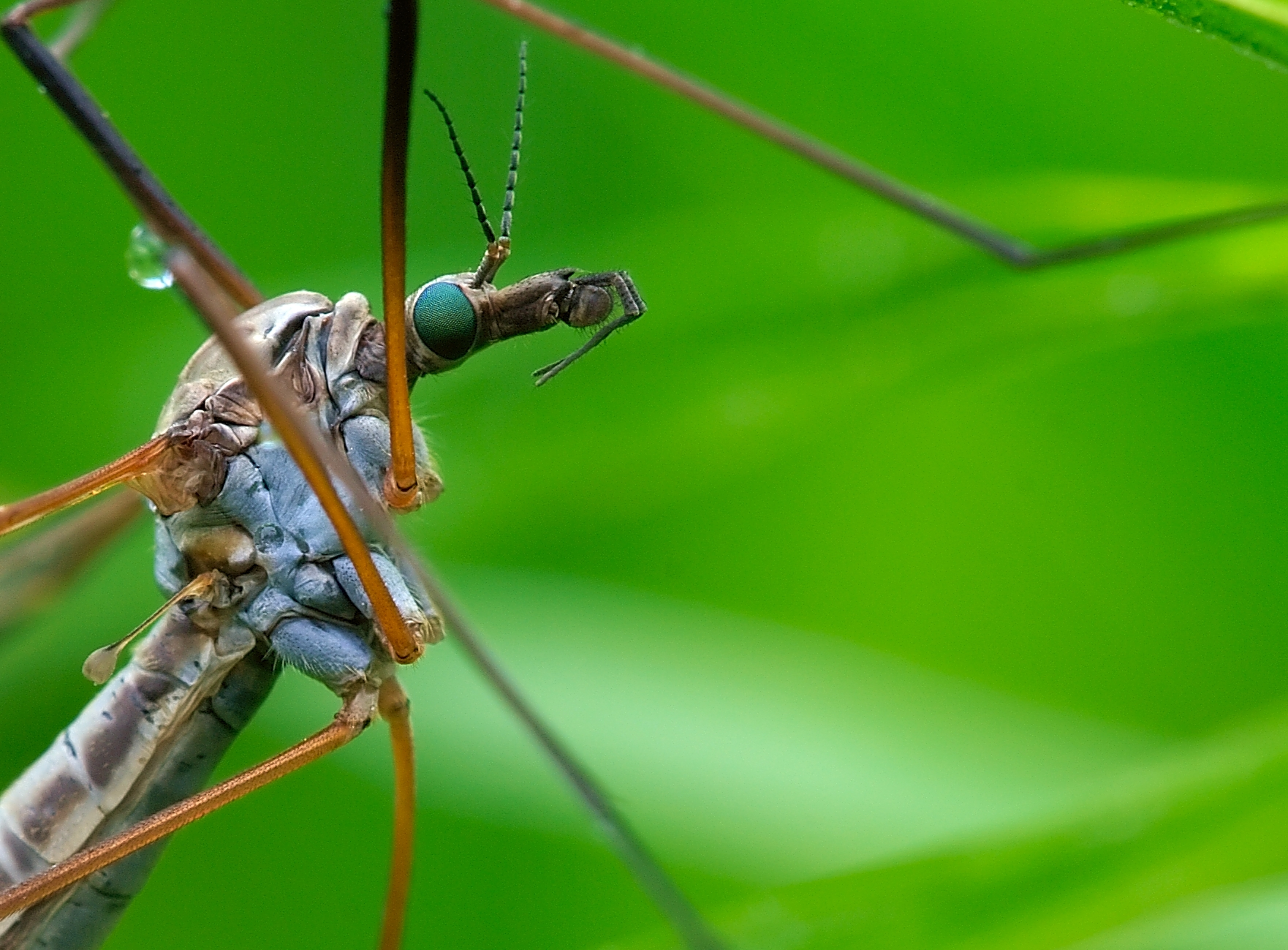
Tórax de una típula.
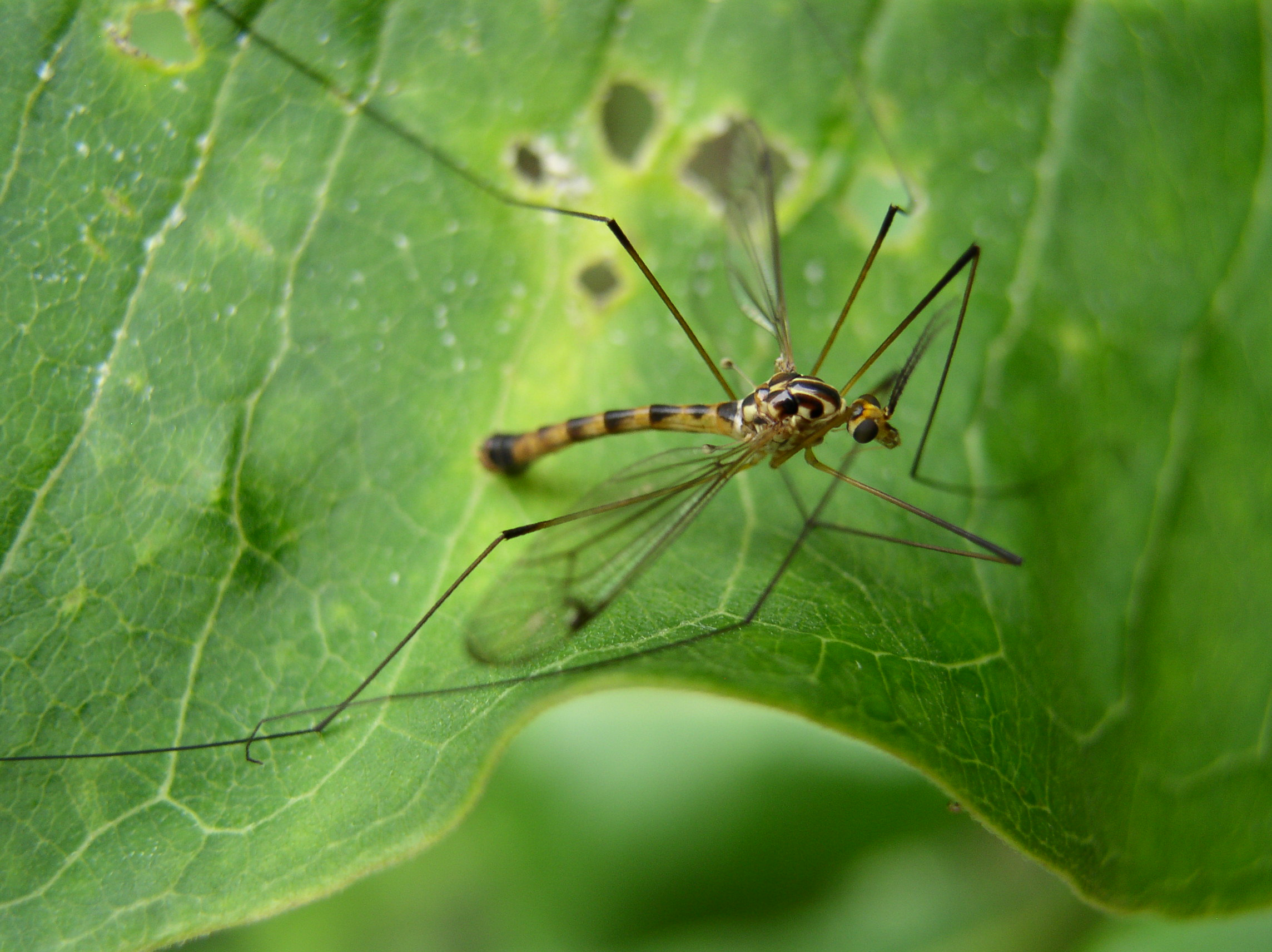
Nephrotoma alterna.
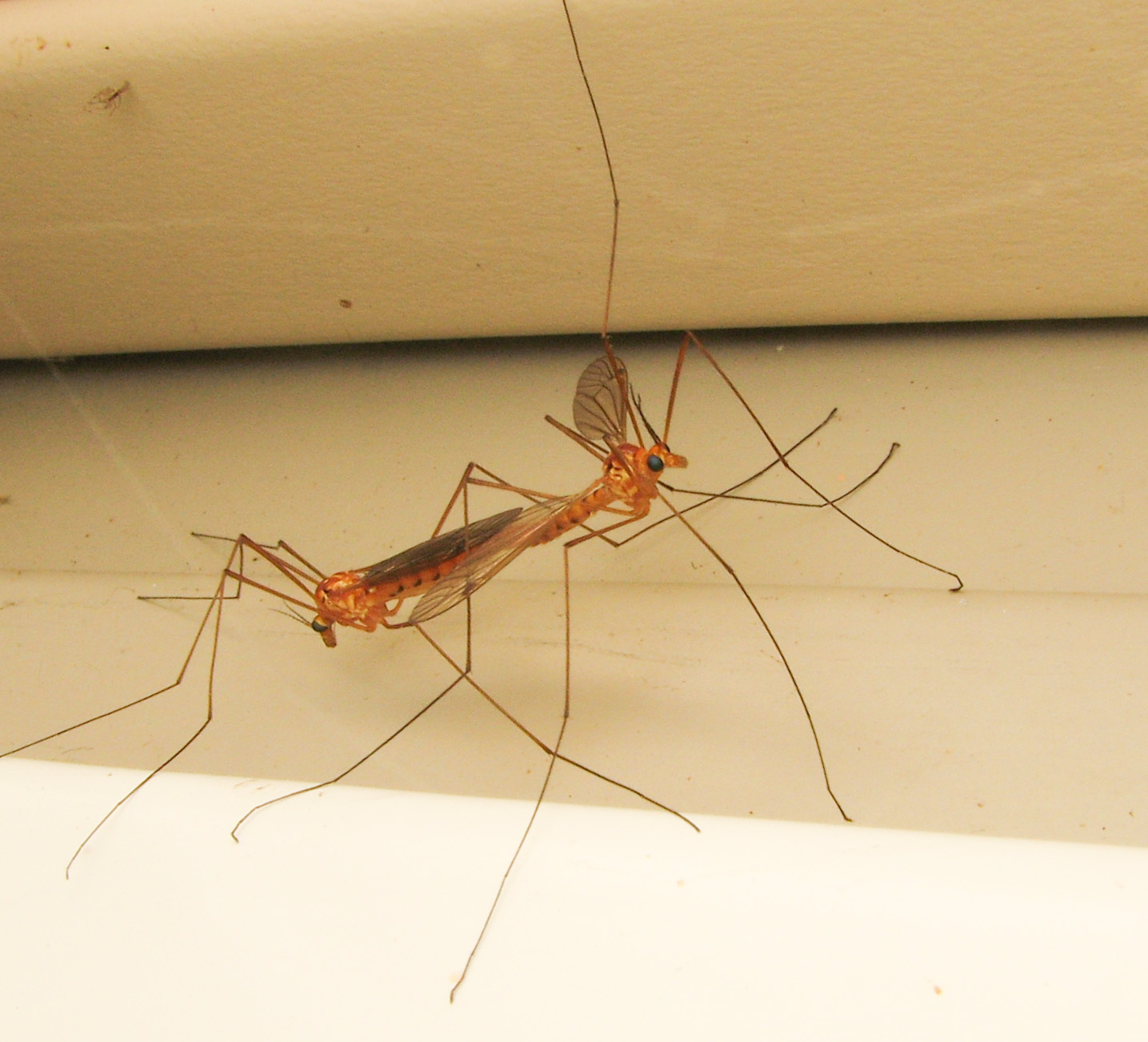
Nephrotoma ferruginea aparéandose.
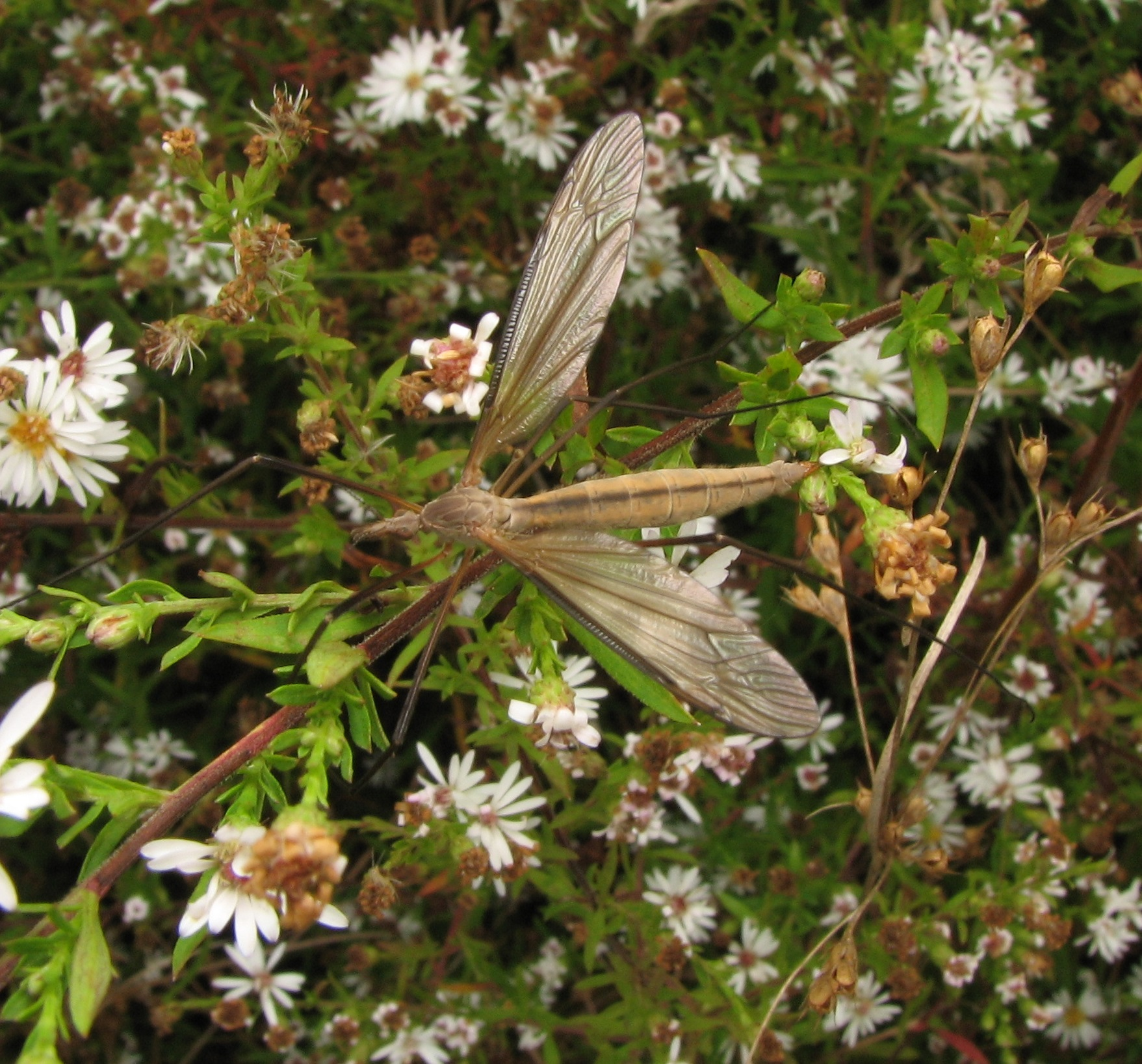
Tipula paterifera.

### Listas de especies
- Paleártico Archivado el 4 de marzo de 2016 en Wayback Machine.
- Neártico
- Japón
- Australasia / Oceanía incluye relato de Pjotr Oosterbroek

- Datos: Q474636
- Multimedia: Tipulidae / Q474636
- Especies: Tipulidae